# Académie panaméricaine d'ingénierie
L'Académie panaméricaine d'ingénierie est une association d'ingénierie à but non lucratif, de nature technique, scientifique, éducative et culturelle, établie sur tout le continent américain, institutionnellement liée à la Fédération panaméricaine des associations d'ingénieurs (UPADI).

## Histoire
L'idée de créer une académie d'Ingénierie pour le continent américain a été lancée à l'UPADI (Union panaméricaine des associations d'ingénieurs), dans son comité de l'enseignement de l'Ingénierie. Miguel Yadarola et Reyes Guerra ont proposé de créer, par l'intermédiaire du comité, une institution indépendante, pour assembler les professeurs d'ingénierie exceptionnels du continent américain. Les autres membres du comité. Gonzalo Jiménez, Carlos Santana, Robert Kersten, Lueny Morell et Hugo Wainstock) ont soutenu l'idée.
L'initiative a été proposée au conseil d'administration de l'UPADI réuni à Caracas en 1989l qui a approuvé la fondation de l’Académie interaméricaine de formation des ingénieurs, pour rassembler les ingénieurs qui s'étaient distingués dans le domaine de l'éducation dans les pays des Amériques. En même temps le conseil approuvé les statuts de l’académie.
Le nom initial de l’organisation a été Academia Interamericana de Educación en Ingeniería (AIEI) (Académie interaméricaine de formation des ingénieurs). Le 24 août 2000, pendant la réunion de Panama de l'UPADI, le conseil d'administration a décidé le changement de nom et la fondation de  l'Académie panaméricaine d'ingénierie (Academia Panamericana de Ingeniería – API).

## Objectifs
L’académie a les objectifs suivants :
- Reconnaître les contributions pertinentes apportées au progrès de la profession et au développement technologique par des personnalités éminentes  de l'ingénierie des pays d'Amérique, en les associant en tant que membres.
- Coopérer et interagir avec d'autres académies, avec l'UPADI et les Fédérations d'ingénieurs qui la composent, les universités et les centres de recherche dans l'identification et la recherche de solutions aux problèmes dans lesquels l'ingénierie peut aider au développement des pays d'Amérique.
- Étudier et évaluer les progrès des connaissances en ingénierie et en technologie et diffuser les réalisations et les résultats des réalisations des ingénieurs au profit de l'humanité.
- Sensibiliser les ingénieurs à la nécessité de maintenir un processus continu d'amélioration professionnelle et de normes éthiques élevées et les motiver à rechercher constamment l'excellence.
- Organiser, promouvoir ou parrainer avec l'UPADI, avec d'autres organisations d'ingénierie ou avec des institutions scientifiques, techniques et éducatives, des réunions techniques, des congrès et des séminaires pour analyser des sujets qui nécessitent des solutions concrètes et actualisées[1],[2].